# Spherillo scamnorum
Spherillo scamnorum är en kräftdjursart som först beskrevs av Karl Wilhelm Verhoeff1938.  Spherillo scamnorum ingår i släktet Spherillo och familjen Armadillidae. Inga underarter finns listade i Catalogue of Life.